# Soldatentum (Zeitschrift)
Die Zeitschrift Soldatentum (Zeitschrift für Wehrpsychologie, Wehrerziehung, Führerauslese (Menschenauslese)) war eine militärische Fachzeitschrift, die zwischen 1934 und 1942 im deutschsprachigen Raum erschien.
Sie enthielt militärische und wehrpsychologische Aufsätze und rassenideologisches Gedankengut, welches dem Nationalsozialismus entsprach. Themen der Aufsätze waren das Leben historischer Persönlichkeiten, vor allem hochrangiger Generäle, persönlichkeitspsychologische Theorien, Methoden Wehrmachts-psychologischer Eignungsprüfungen und natürlich das Soldatentum.
Gegründet und herausgegeben wurde die Zeitschrift von Oberst Hans von Voss und vom Oberregierungsrat Dr. Max Simoneit, der Leiter der Wehrmachtpsychologie war.

## Versuche einer Wiederherausgabe
Nachdem die Herausgabe der Zeitschrift eingestellt worden war, bemühte sich Simoneit um eine Wiederherausgabe. Trotz zahlreicher Absagen führte Simoneit in den Jahren 1955 und 1956 Korrespondenzen, um Mitarbeiter für die neu zu gründende Wehrpsychologie und die Zeitschrift Soldatentum anzuwerben. Das Bundesministerium der Verteidigung unterstützte zwar Simoneits Vorhaben der Wiederherausgabe, doch es kam nach dem Krieg nicht mehr zu einer erneuten Herausgabe.